# George Quaintance
George Quaintance (Condado de Page, Virginia, 3 de junio de 1902 - Los Ángeles, California, 8 de noviembre de 1957) fue un pintor, ilustrador, fotógrafo y bailarín estadounidense. Aunque no muy conocido fuera del mundo gay, Quaintance fue una de las figuras más influyentes en la recreación del físico masculino, género que anunciaba una nueva conciencia gay a principios de la década de 1950. 
Sus obras, finamente dibujadas y pintadas, reproducen escenas ambientadas en épocas y ambientes como el lejano oeste o las antiguas Grecia y Roma, versiones idealizadas en las que hombres musculosos, desnudos o semidesnudos, posan en situaciones de camaradería íntima. Aunque las imágenes están impregnadas de interés sexual, Quaintance lograba que fueran lo suficientemente inocentes como para evitar persecución legal.

## Biografía

### Formación y primeros pasos como bailarín
En 1920 marchó a estudiar en la prestigiosa Liga de estudiantes de arte de Nueva York. Entre sus profesores se contaron el fundador de la Escuela Ashcan, Robert Henri, y el pintor expresionista Max Weber. Pero Quaintance tenía múltiples intereses artísticos, y el dibujo y la pintura pasaron un segundo plano en favor del ballet y otras formas de danza, que estudió con algunos de los grandes bailarines rusos que habían emigrado a Nueva York.
Hacia 1928 Quaintance impartía clases de baile clásico y jazz con su amiga y profesora Sonia Serova, al tiempo que bailaba en un grupo de vodevil denominado The Collegiates. Su pareja de baile cayó enferma, y Quaintance conoció a Miriam Chester, una bailarina con formación clásica, con la que formó pareja profesional y, en agosto de 1929, contrajo matrimonio. Tanto el matrimonio como la pareja profesional fueron breves: el 4 de julio de 1930 Quaintance aparecía en el The Evening Star de Washington con una nueva pareja, de nombre Karen.
Quaintance fue activamente homosexual desde su adolescencia, aunque muy discreto y guardando el secreto entre su familia y los amigos y fanes de su Virginia natal, donde volvió repetidamente durante la década de 1930 y principios de la de 1940 para dirigir espectáculos musicales de talentos locales. El artista adoraba a su madre, Ella Belle, quien le convenció en 1933 para que creara un mural para su iglesia, en Stanley (Virginia), donde aparece el artista representado como un apuesto hombre rubio a los pies de Cristo, mural que se conserva sobre la fuente baptismal.

### Peluquería, diseño, fotografía

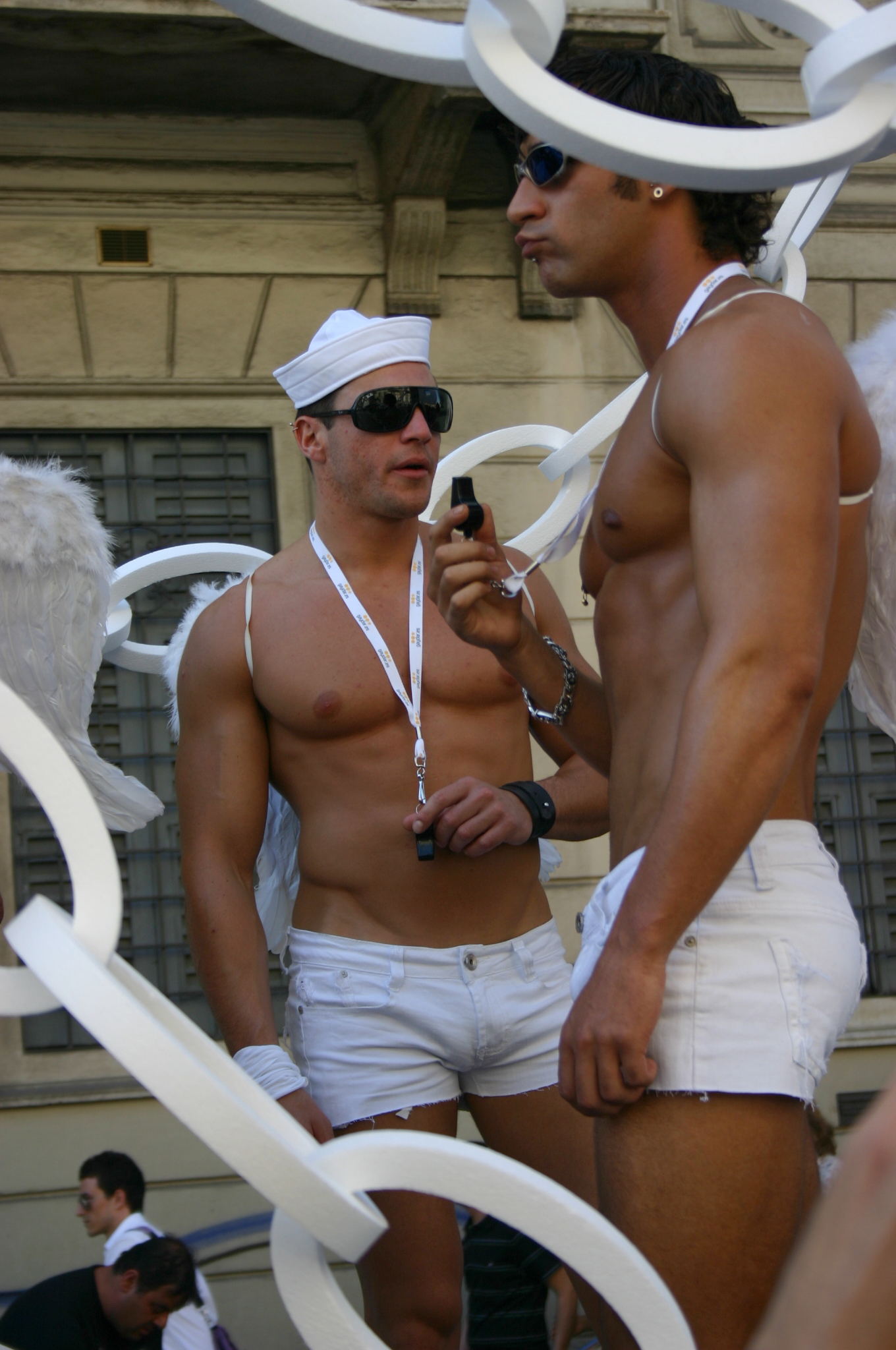
Bailarines en la Marcha del Orgullo Gay de Milán, 23 de junio de 2007. Los estereotipos presentes en la obra de Quaintance, vaqueros o marineros exhibiendo su musculatura idealizada, siguen vigentes en la cultura gay contemporánea.

En 1938 pasó una temporada en su ciudad natal con su nuevo amante, un atractivo joven portorriqueño llamado Víctor García, que se convertiría en su modelo, compañero de vida y socio durante el resto de su vida, a pesar de los varios jóvenes y apuestos amantes hispanos que fueron yendo y viniendo de su vida. Ese mismo año la carrera de Quaintance dio un giro, dedicándose a probar suerte en toda clase de diseño, como escenografía, diseño de interiores, escaparatismo, maquillaje y peluquería femenina. Quaintance creó peinados elaborados para celebridades y estrellas de Hollywood como Gloria Swanson, Jeanette MacDonald o Lily Pons.
Mientras tanto, Quaintance aprendió fotografía con conocidos fotógrafos neoyorquinos, como Edwin Townsend y Lon Hanagan (Lon of New York), un pionero de la escuela beefcake de fotografía, entre cuyos modelos en la década de 1940 estuvo el propio amante de Quaintance, García. En una entrevista para Torso Magazine de 1996, Hanagan comentó que para poder publicar sus desnudos masculinos en su primer catálogo en 1941, tuvo que pedir ayuda a Quaintance, quien pintó hojas directamente en las impresiones para cubrir los genitales de los modelos.

### Vuelta a la pintura
Quaintance no abandonó por ello la pintura. Antes de dedicarse a las representaciones eróticas de desnudos masculinos, ganó cierta reputación como retratista de celebridades. La primera ilustración de portada de Physique Pictorial, la revista beefcake pionera creada por Bob Mizer, fue una pintura de Quaintance de un joven semidesnudo al lado de un caballo semental, una nueva imagen de «el hombre perfecto». Durante los siguientes seis años el artista colaboró intensivamente con la revista.
Alrededor de 1948 Quaintance y su pareja se trasladaron a la costa oeste, asentándose en Los Ángeles (California), donde permanecieron unos años antes de organizar un estudio, «Rancho Siesta», en Phoenix (Arizona), a principios de la década de 1950, donde el artista creó sus pinturas sobre el físico masculino clásico, unos 60 óleos sobre tela en menos de seis años. Pintó varias series de grandes óleos que describían fuertes vaqueros, indios musculosos y desnudos masculinos inspirados en la mitología y la antigüedad clásica, ejemplos del físico ideal del artista en escenarios dramáticos.
Tras la Segunda Guerra Mundial hubo un nuevo resurgir de conciencia gay, que Quaintance y García aprovecharon para comercializar con bastante éxito fotografías en blanco y negro de sus modelos semidesnudos e impresiones en color de sus cuadros. En las obras que vendía no se mostraban los genitales, más que aprisionados en unos vaqueros Levis, una imagen popularizada por el artista, o a través de telas suaves en posiciones estratégicas. Su homoerotismo estaba lejos de la pornografía; no obstante, el contenido gay de sus obras impidió que fuera juzgado en el mercado artístico convencional. Su única exposición en una galería sucedió cuando un amigo le pidió prestada su pintura The Crusader para una muestra de obras de artistas contemporáneos a finales de la década de 1950.
En algunas de sus pinturas, como Night in the Desert - 1951 (Noche en el desierto), la figura de un vaquero rubio tiene un fuerte parecido con el mismo artista, un ególatra que se mantenía en excelente forma incluso tras el final de su carrera como bailarín, hasta el punto de utilizar elaboradas pelucas cuando su fino cabello dejó de cumplir su estándar de acicalada perfección. Esa vanidad era parte de la mezcla que aportaba una calidad única a sus óleos; en Saturday Night (Sábado noche), de 1954, el rubio clon de Quaintance está junto a tres vaqueros de piel morena y aspecto latino, los cuatro vistiendo unos Levis apretados, uno de ellos mostrando un prominente bulto en la entrepierna.
En 1953 Quaintance pintó una serie de cuadros basados en la tauromaquia cuyo protagonista y modelo, un oscuro y apuesto matador, fue Ángel Ávila, uno de sus muchos amantes hispanos al margen de su relación con García. El trío de pinturas (Preludio, Gloria y Moribundo) parecen reflejar el curso de su relación, y se cuentan entre las mejores en la obra de Quaintance. Tras la ruptura, el artista se enamoró de otro hispano, Eduardo, que posó para esculturas, fotografías y pinturas en 1954. 
Quaintance buscó por toda Arizona, en muchas tribus diferentes, el perfecto modelo indio para su obra. En Eduardo encontró el modelo ideal que buscaba, con un cuerpo plástico y ágil que mostraba una fina línea y forma en cualquier pose. Ángel Ávila le proporcionó un tipo distinto y dramático, física y temperamentalmente característico del joven matador mexicano.
En 1954 el interés por estos trabajos pioneros en el arte gay había alcanzado Europa, y la revista suiza Der Kreis, una de las primeras publicaciones abiertamente gais del mundo, publicó las fotografías e impresiones de Quaintance. 
En Estados Unidos la obra de Quaintance siguió siendo prominentemente reproducida en las revistas que florecieron siguiendo la estela del Physique Pictorial de Bob Mizer, como Grecian Guild Pictorial, Adonis, Olympic Arts, Demigods, Vim o Young Physique. Todas ellas era publicaciones homoeróticas ligeramente disfrazadas, dirigidas a un público gay que aunque era potencialmente lucrativo constituía un peligroso mercado; para evitar las leyes anti-gay y anti-porno, asumían el más suave ideal de salud y desarrollo físico masculino.
En 1956 formaban el «Rancho Siesta» Quaintance, el apuesto Eduardo, Víctor García y su nuevo compañero, un rubio de porte aristocrático llamado Tom Syphers. El ritmo del negocio se había vuelto frenético, y Quaintance trabajaba día y noche para atender los pedidos por correo y los encargos de las publicaciones. Abrumado por el trabajo, sufrió un ataque cardíaco y murió a la edad de 55 años en un hospital de Los Ángeles, el 8 de noviembre de 1957. Según el breve obituario del periódico de su población natal, «de acuerdo con sus deseos el cuerpo fue incinerado y no se celebraron servicios funerarios». Las propiedades de Quaintance pasaron en herencia a Víctor García y Tom Syphers.

## Legado e influencia

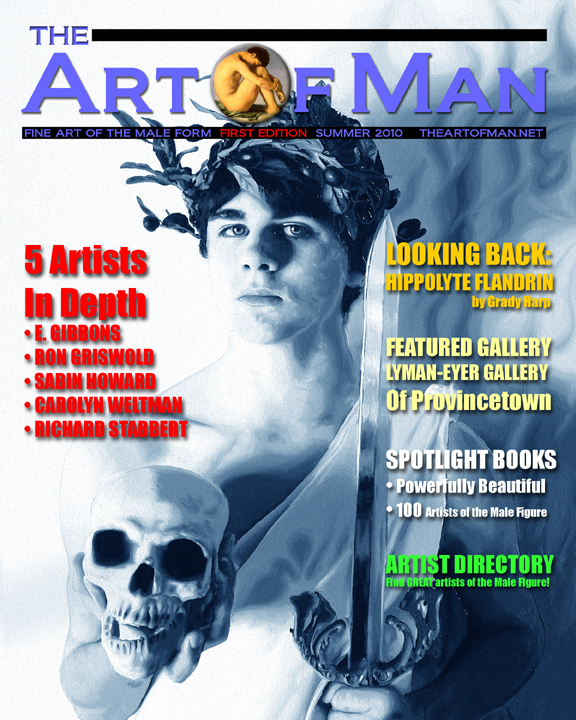
Cristopher Shaun Nealon sugiere, en su libro Foundlings: lesbian and gay historical emotion before Stonewall, que «el dilema que Quaintance confronta no ha abandonado la cultura gay masculina, y que lo vemos persistir en las discusiones actuales sobre los significados y el valor de las revistas de músculos, como un entusiasmo hacia descubrir en las revistas beefcake una "herencia" gay.».

Bob Mizer, informando de la muerte de Quaintance, lo describió como un perfeccionista que se autoesclavizó sin piedad, día y noche, tomando Benzedrina para permanecer despierto y finalizar una pintura o una escultura. Reconociéndolo como un pionero del arte gay, dijo de él: «Ha sido aclamado, por todo el mundo, como el pionero de una cultura que ha sido prácticamente ignorada durante veinte siglos».
Su legado incluye los más de sesenta óleos firmados, actualmente en colecciones privadas y unas pocas colecciones museísticas de todo el mundo. Sus fotografías, impresiones, esculturas y diseños han desaparecido en su mayor parte; algunas reaparecen de tanto en tanto en eBay y otros sitios en línea, y alguna pintura sale de vez en cuando a subasta.
Las obras de Quaintance fueron inspiradoras para otros pioneros del arte gay de finales de la década de 1950, entre los que destaca el famoso Tom of Finland (Touko Laaksonen), quien alabó en varias entrevistas las imágenes del artista. 
Sus mejores trabajos han sido recogidos en The Art of George Quaintance, un catálogo editado por Volker Janssen, 
y también en un catálogo de la editorial Taschen, The Art of George Quaintance, editado por Dian Hanson y el fotógrafo y escritor Reed Massengill.

## Crítica
En la primavera de 1956 Quaintance respondió con un largo ensayo personal a las preguntas de los lectores de Grecian Guild Pictorial. La descripción de su propia infancia refleja ciertas presiones que como niño homosexual tuvo que afrontar: qué hacer con la familia o el lugar que uno ocupa en ella, y cómo se inserta uno en la Historia, especialmente en ausencia de una narrativa familiar que responda a la pregunta: ¿de dónde provengo? Según Christopher Shaun Nealon, Quaintance muestra un sentido simultáneo de pertenencia y aislamiento: no se identifica con su familia, al tiempo que se siente ligado a «la experiencia y las memorias de muchas vidas». Esto condujo al artista a buscar los escenarios de su obra en mitologías y fantasías locales, que enmascaraban y legitimaban a un tiempo el amor por otros hombres y sus cuerpos.
Otro armario en el que se ocultaba el homoerotismo de su obra es el estudio de raza y etnicidad. Sus modelos mexicanos e indios, dibujados como provenientes de «muchas tribus diferentes», eran utilizados para mantener una distancia antropológica entre el arte del físico y la pornografía.
En 1997 se incluyó una pintura de Quaintance en la exposición «100 Jahre Schwulenbewegung» (100 años de Movimiento gay), en Berlín. La inscripción que acompañaba la obra decía:

Sólo en 1938 el destacado bailarín y diseñador George Quaintance se dedicaría a la pintura. A las representaciones y retratos heterosexuales siguió, desde 1947 y en el plazo de sólo diez años, un extenso corpus de obras homoeróticas. El cual se situó en un lugar central no solo de la iconografía estadounidense del imaginario gay. Por primera vez fue representado un mundo gay autónomo, con características eróticas completas. Las castas representaciones de Quaintance estaban determinadas por las restricciones de la época y se correspondían con el gusto gay. Pronto consiguieron distribuirse más allá de los Estados Unidos.